# Alfeios
Den här artikeln behandlar floden Alfeios, för flodguden i grekisk mytologi se Alpheios

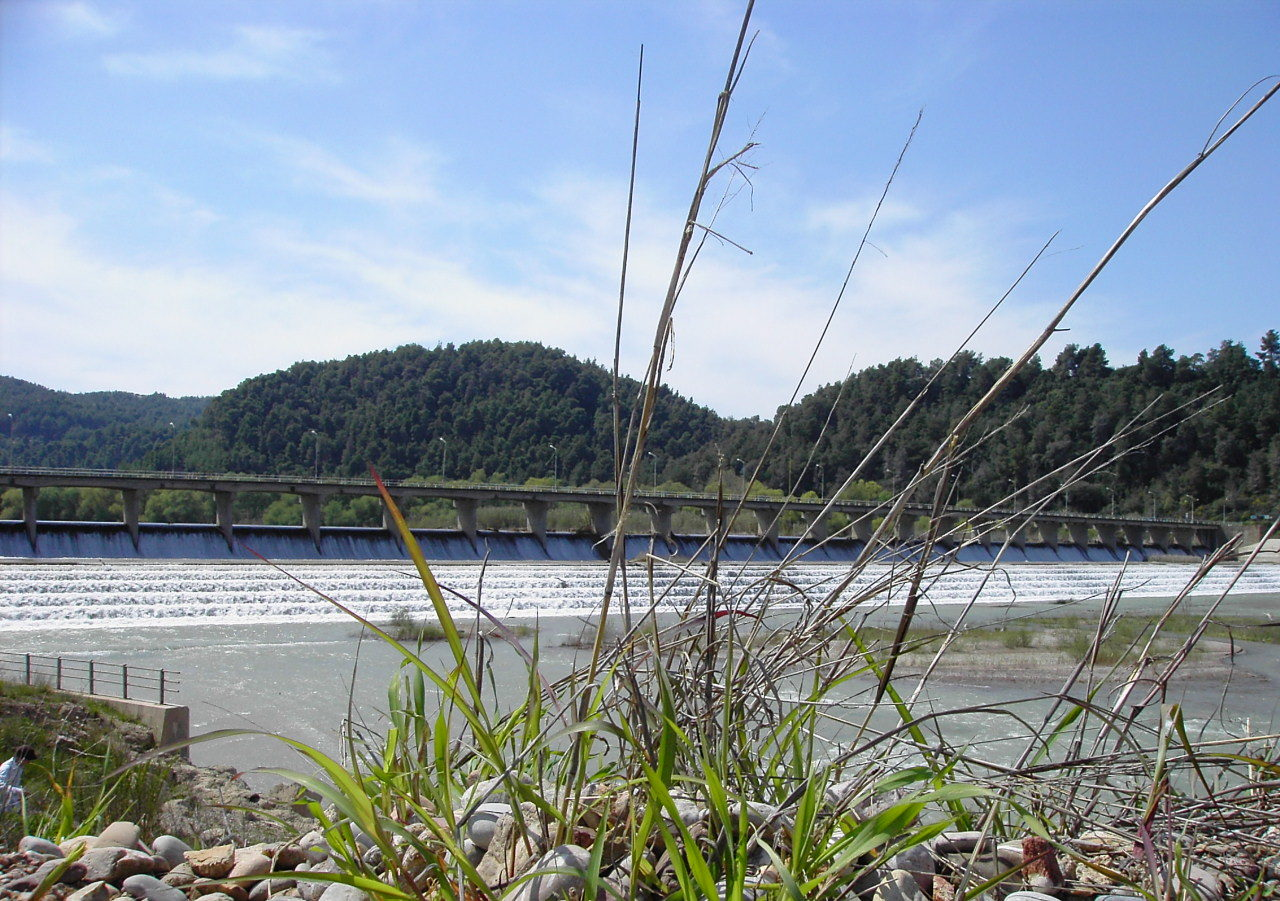
Alfeios i närheten av Olympia

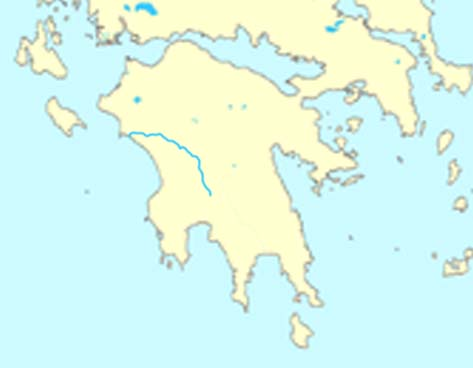
Karta över Alfeios.

Alfeios (äldre grekiska: Alpheios, modern grekiska: Alphiós) är en flod på halvön Peloponnesos i Grekland. Alfeios rinner norrut genom Arkadien och mynnar ut i Joniska havet i närheten av staden Olympia. 
Floden har fått sitt namn efter Alfeios, en flodgud i grekisk mytologi som var förälskad i nymfen Arethusa.